# Aninga-açu
A aninga (Montrichardia linifera) é uma planta herbácea macrófita aquática da família das aráceas que tem cerca de 4 m.

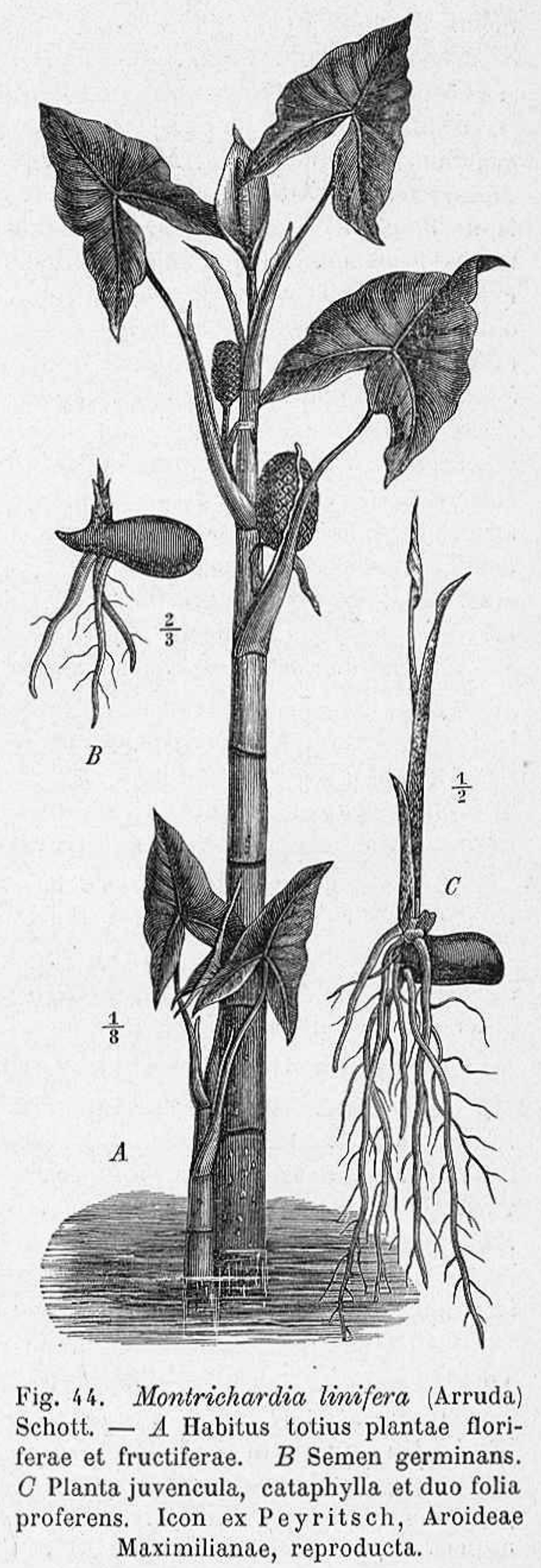

## Etimologia
"Aninga" é oriundo do tupi a'ninga.

## Descrição
A aninga é uma planta pioneira na formação de ilhas aluviais dos rios amazônicos e no estreitamento de canais dos furos do arquipélago do Marajó, formando grandes populações. Está distribuída na América do Sul tropical e nos seguintes estados brasileiros: Acre, Alagoas, Amapá, Amazonas, Bahia, Espírito Santo, Pará,Pernambuco Rio de Janeiro, Rondônia, Roraima, Paraíba, São Paulo, principalmente às margens dos rios e igarapés amazônicos. É uma macrófita aquática, planta herbácea que cresce na água, em solos cobertos por água ou em solos saturados com água.
Esta planta tem a capacidade de absorver grandes quantidades de minerais presentes no solo, o que foi evidenciado pelos elevados níveis dos macronutrientes cálcio (Ca) e magnésio (Mg). Além desses, as concentrações de manganês (Mn) obtidas também foram consideradas tóxicas, ultrapassando significativamente o limite máximo tolerável para búfalos e gado.
A planta contém substâncias biologicamente ativas que justificam o uso tradicional empregado empiricamente pelo caboclo amazônico, denotando que a espécie tem um importante potencial fitoterápico que merece ser investigado em estudos químicos, farmacológicos e toxicológicos. A atividade antiplasmódica relativa à ação contra o parasita causador da malária também foi investigada. Nesse caso, alguns extratos da folha da aninga inibiram em mais de 80% o crescimento do parasita, apresentando alto potencial antimalárico.
Já na folha e no fruto foram realizados estudos de teores de umidade, lipídios, proteínas, resíduo mineral fixo (cinzas), nível de carboidratos e valor calórico, e os resultados mostraram que tanto a folha como o fruto têm baixo valor protéico. Nesse contexto, vale ressaltar que a fruta da aninga é uma infrutescência, já que, apesar da aparência externa coesa, ela é formada por um conjunto compacto de frutos, onde cada um encontra-se aderido ao outro, de forma que o conjunto se assemelha a um grande fruto. Essa infrutescência apresentou baixo valor nutricional tanto para os peixes quanto para os quelônios e também aos grandes herbívoros como o boi e o búfalo, principalmente pelo seu pobre teor de proteína.

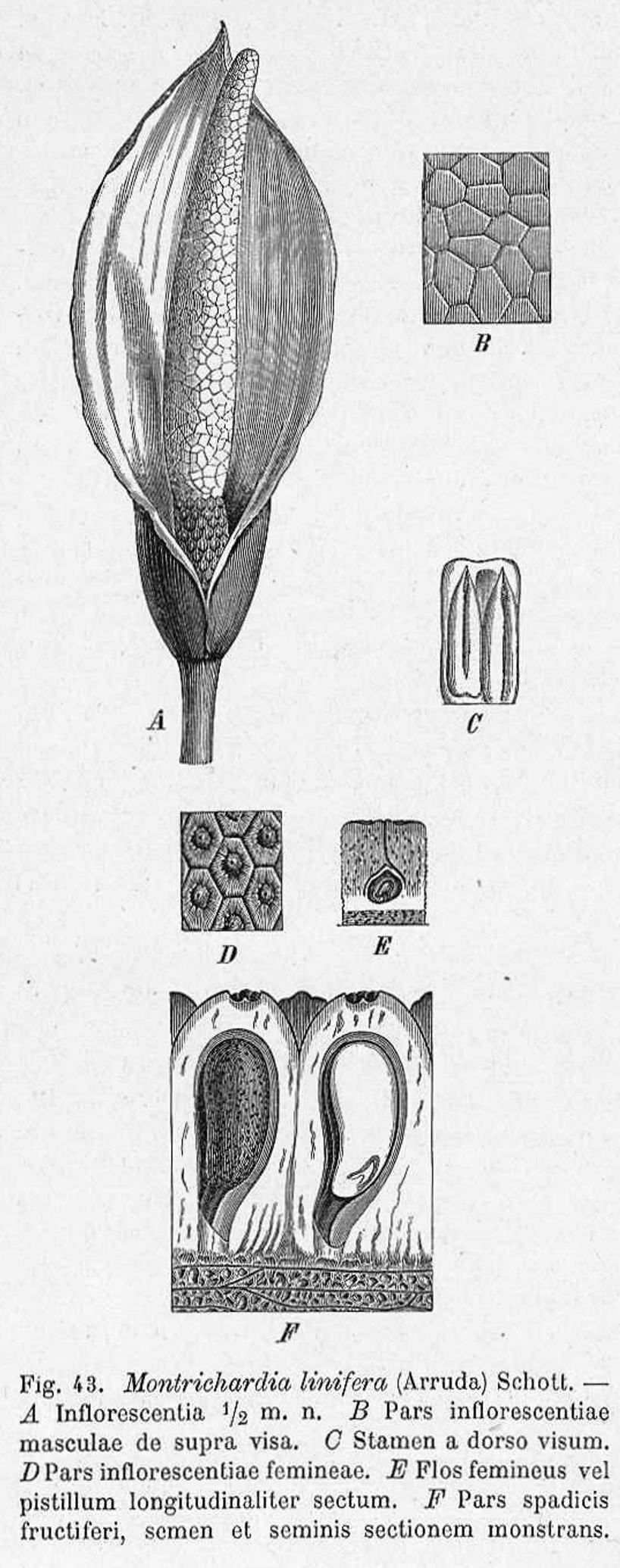
Inflorescência.

## Usos
É muito utilizada pelos ribeirinhos como cicatrizante, mas pouco se conhece ainda sobre as propriedades químicas, terapêuticas e as atividades biológicas desta planta.
Além de seu uso como cicatrizante de cortes profundos, a seiva da aninga também é usada contra picadas de cobra e ferrada de arraia, entre outras aplicações etnomedicinais. Dentre essas aplicações, também é comum a utilização das folhas amarelas da aninga na forma de chá para o tratamento de doenças do fígado, além dos relatos de ribeirinhos de que as folhas e o fruto dessa planta fazem parte da dieta alimentar de peixes, tartarugas, peixes-boi, capivaras, bois e búfalos. Mesmo assim, os próprios ribeirinhos também a classificam como uma planta venenosa, já que a sua seiva é urticante e causa queimaduras na pele e, em contato com os olhos, pode causar a cegueira.

## Sinonímia
- Arum liniferum Arruda
- Caladium liniferum (Arruda) Nees
- Philodendron cyclophyllum K.Krause